# Gabriel Hoss
 (janvier 2016).
Si vous disposez d'ouvrages ou d'articles de référence ou si vous connaissez des sites web de qualité traitant du thème abordé ici, merci de compléter l'article en donnant les références utiles à sa vérifiabilité et en les liant à la section « Notes et références ».
Pour les articles homonymes, voir Hoss.
Gabriel Hoss est un réalisateur canadien, connu comme le créateur de la série télévisée Comment c'est fait, diffusée au Québec sur la chaine Ztélé.

## Filmographie partielle
- 1977 : Passe-Partout (émission de télévision)
- 2001 : Comment c'est fait (série télévisée)